# 1118. grenadirski polk (Wehrmacht)
1118. grenadirski polk (izvirno nemško 1118. Grenadier-Regiment; kratica 1118. GR) je bil pehotni polk Heera v času druge svetovne vojne.

## Zgodovina
Polk je bil ustanovljen 11. julija 1944 kot sestavni del 552. grenadirske divizije; 25. julija istega leta je bil preimenovan v 58. grenadirski polk. 